# Red Shirt Table
Red Shirt Table est un sommet montagneux américain dans le comté d'Oglala Lakota, dans le Dakota du Sud. Il culmine à 1 018 mètres d'altitude dans les Grandes Plaines. Il est protégé au sein du parc national des Badlands, dont il est le point culminant.